# Reacciones internacionales a las elecciones presidenciales de Estados Unidos de 2020

EEUU
Países que felicitaron a Biden inmediatamente
Países que felicitaron a Biden tras la designación del Colegio Electoral
Países donde distintos líderes felicitaron a varios candidatos
Países que condenaron el resultado
Países que se han reservado la reacción

Las reacciones internacionales a los resultados de las elecciones presidenciales de Estados Unidos de 2020.

## Felicitaciones a Joe Biden y/o Kamala Harris

### Posteriores a la elección y previas a la sesión del Colegio Electoral

#### Organismos internacionales
- Unión Africana: el Presidente de la Comisión de la Unión Africana Moussa Faki.[1]
- Comunidad del Caribe: el presidente Ralph Gonsalves.[2]

- Unión Europea:
  - Presidenta de la Comisión Europea Ursula von der Leyen.[3]
  - Presidente del Consejo Europeo Charles Michel.[3]
  - Alto representante de la Unión para Asuntos Exteriores y Política de Seguridad Josep Borrell.[4]
- Organización del Tratado Atlántico del Norte: Secretario General Jens Stoltenberg.[5]
- Organización de Estados Americanos: Secretaría General Luis Almagro.[6]
- Naciones Unidas: Presidenta de la Fundación de Naciones Unidas Elizabeth M. Cousens.[7]
- Organización Mundial de la Salud.[8]

#### Internacionales políticas
- Alianza de las Democracias.[9]
- Internacional Humanista: Presidente Andrew Copson: «Oh, el alivio. Nuestra larga pesadilla mundial puede que aún no haya terminado, pero ahora sabemos que el populismo nacionalista sin ley puede ser derrotado en las urnas, y no por los extremistas opuestos sino por los internacionalistas liberales democráticos. Mucha suerte. a @JoeBiden @SenKamalaHarris»[10]
- Internacional Liberal: Hakima El Haite: «En nombre de la familia liberal mundial, extiendo mis felicitaciones al presidente electo de EE. UU. @JoeBiden y Vicepresidenta @KamalaHarris Tiene todo nuestro apoyo para un renacimiento del multilateralismo.»[11]
- Alianza Progresista: «¡Felicitamos al presidente electo @JoeBiden, a la vicepresidenta electa @KamalaHarris y a nuestros amigos @TheDemocrats! Importante para #USA y para todos nosotros. Una nueva oportunidad para marcar la diferencia en #progreso #justicia social #democracia y #multilateralismo renovado.»[12]
- Internacional Socialista: «Felicitamos al presidente electo Joe Biden, a su compañera de fórmula Kamala Harris y al Partido Demócrata por su exitosa campaña. [...] La victoria de Joe Biden ofrece una oportunidad para fortalecer el multilateralismo en un mundo que lo necesita enormemente para el beneficio de todos. Los socialdemócratas de todo el mundo estamos convencidos de que el resultado de estas elecciones presidenciales tendrá muchas repercusiones positivas tanto para Estados Unidos como para el mundo, y le deseamos al presidente electo todo el éxito.»[13]

#### Religiosas
- Iglesia de Jesucristo de los Santos de los Últimos Días: «Felicitamos al presidente electo Joe Biden por su elección como presidente de los Estados Unidos. También felicitamos a la vicepresidenta electa Kamala Harris. Invitamos a personas de todas partes, sean cuales sean sus opiniones políticas, a unirse a nosotros para orar por esta nueva administración y por los líderes de las naciones de todo el mundo. Orar por los que ocupan cargos públicos ha sido una práctica de los miembros de La Iglesia de Jesucristo de los Santos de los Últimos Días desde su fundación. Los hombres y mujeres que dirigen nuestras naciones y comunidades necesitan nuestras oraciones.»[14]
- Congreso Mundial Judío: Presidente Ronald Steven Lauder.[15]
- Patriarca Ecuménico de Constantinopla Bartolomé I.[16]

#### Gobiernos

##### África
| - Angola: Presidente João Lourenço - Botsuana: Presidente Mokgweetsi Masisi - Burkina Faso: Presidente Roch Marc Christian Kaboré - Burundi: Presidente Evariste Ndayishimiye - Camerún: Presidente Paul Biya - Cabo Verde: - Presidente Jorge Carlos Fonseca - Primer ministro Ulisses Correia e Silva - Chad: Presidente Idriss Deby Itno - Comoras: Presidente Azali Assoumani - República del Congo: Presidente Denis Sassou Nguesso - República Democrática del Congo: Presidente Félix Tshisekedi - Costa de Marfil: Presidente Alassane Ouattara - Yibuti: Presidente Ismail Omar Guelleh - Egipto: Presidente Abdel Fattah el-Sisi - Eritrea: Presidente Isaias Afwerki - Etiopía: Primer ministro Abiy Ahmed - Gabón: Presidente Ali Bongo Ondimba - Gambia: Presidente Adama Barrow - Ghana: Presidente Nana Akufo-Addo - Guinea: Presidente Alpha Condé - Guinea-Bisáu: Presidente Umaro Sissoco Embaló - Kenia: Presidente Uhuru Kenyatta - Lesoto: Primer ministro Moeketsi Majoro - Liberia: Presidente George Weah - Libia: Presidente Fayez al-Sarraj - Madagascar: Presidente Andry Rajoelina | - Malaui: Presidente Lazarus Chakwera - Malí: Presidente Bah Ndaw - Mauritania: Presidente Mohamed Ould Ghazouani - Mauricio: Primer ministro Pravind Jugnauth - Mozambique: Presidente Filipe Nyusi - Namibia: Presidente Hage Geingob - Níger: Presidente Mahamadou Issoufou - Nigeria: Presidente Muhammadu Buhari - Ruanda: Presidente Paul Kagame - Sahrawi Arab Democratic Republic: Presidente Brahim Ghali - Sao Tome and Principe: Presidente Evaristo Carvalho - Senegal: Presidente Macky Sall - Seychelles: Presidente Wavel Ramkalawan - Sierra Leona: Presidente Julius Maada Bio - Somalia: Presidente Mohamed Abdullahi Mohamed - Somalilandia: Presidente Muse Bihi Abdi - Sudáfrica: Presidente Cyril Ramaphosa - Sudán del Sur: Presidente Salva Kiir Mayardit - Sudán: - Consejo Soberano de Sudán Abdel Fattah al-Burhan - Primer ministro Abdalla Hamdok - Suazilandia: Primer ministro Ambrose Mandvulo Dlamini - Tanzania: Presidente John Magufuli - Uganda: Presidente Yoweri Museveni - Togo: Presidente Faure Gnassingbé - Túnez: Presidente Kais Saied - Zambia: Presidente Edgar Lungu - Zimbabue: Presidente Emmerson Mnangagwa |

##### América
| - Antigua y Barbuda: Primer ministro Gaston Browne - Argentina: Presidente Alberto Fernández - Bahamas: Primer ministro Hubert Minnis - Barbados Primer ministro Mia Mottley - Brasil: - Presidente de Brasil Jair Bolsonaro - Presidente de la Cámara de Diputados de Brasil Rodrigo Maia - Expresidente Luiz Inácio Lula da Silva - Gobernador de Sao Paulo João Doria - Varios gobernadores, senadores y expresidentes - Canadá: - Gobernador General Julie Payette - Primer ministro Justin Trudeau - Chile: Presidente Sebastián Piñera - Colombia: Presidente Iván Duque - Costa Rica: - Presidente Carlos Alvarado Quesada - Primera vicepresidenta Epsy Campbell Barr - Asamblea Legislativa de Costa Rica (aprueba moción de felicitación con el voto en contra de 4 diputados de Partido Nueva República, 2 de Partido Unidad Social Cristiana y el único diputado de Partido Nueva Generación). - Cuba: Presidente Miguel Díaz-Canel - Dominica: Primer ministro Roosevelt Skerrit - Ecuador: Presidente Lenín Moreno - El Salvador: Presidente Nayib Bukele | - Granada: Primer ministro Keith Mitchell - Guayana: Presidente Irfaan Ali - Guatemala: Presidente Alejandro Giammattei - Haití: Presidente Jovenel Moïse - Honduras: Presidente Juan Orlando Hernández - Jamaica: Primer ministro Andrew Holness - Nicaragua: - Presidente Daniel Ortega - Vicepresidente y primera dama Rosario Murillo - Países Bajos: - Aruba: Primer ministro Evelyn Wever-Croes - Curazao: Primer ministro Eugene Rhuggenaath - Sint Maarten: Primer ministro Silveria Jacobs - Panamá: Presidente Laurentino Cortizo - Paraguay: Presidente Mario Abdo Benítez - Perú: Presidente Martín Vizcarra - Saint Kitts and Nevis: Primer ministro Timothy Harris - Santa Lucía: Primer ministro Allen Chastanet - San Vicente y las Granadinas: Primer ministro Ralph Gonsalves - Surinam: Presidente Chan Santokhi - República Dominicana: Presidente Luis Abinader - Trinidad y Tobago: Primer ministro Keith Rowley - Uruguay: Presidente Luis Lacalle Pou - Venezuela: - Presidente Nicolás Maduro - Presidente interino Juan Guaidó |

##### Asia
| - Administración Central Tibetana: - Sikyong Lobsang Sangay. - Dalái lama Tenzin Gyatso. - Afganistán: Presidente Ashraf Ghani - Arabia Saudita: - Rey Salman bin abdulaziz - Príncipe Mohamed ben Salman - Baréin: - Rey Hamad bin Isa Al Khalifa - Príncipe Salman bin Hamad - Primer ministro Khalifa bin Salman Al Khalifa - Bangladés: - Presidente Abdul Hamid - Primer ministro Sheikh Hasina - Brunéi: Sultán Hassanal Bolkiah - Camboya: Primer ministro Hun Sen - Catar: Emir Tamim bin Hamad Al Thani - Corea del Sur: Presidente Moon Jae-in - East Timor: Primer ministro Taur Matan Ruak - Emiratos Árabes Unidos: - Abu Dhabi Príncipe Mohammed bin Zayed Al Nahyan - Filipinas: - Presidente Rodrigo Duterte - Vicepresidente Leni Robredo - India: - Presidente Ram Nath Kovind - Primer ministro Narendra Modi - Indonesia: Presidente Joko Widodo - Irak: - Presidente Barham Salih - Kurdistán iraquí Presidente Nechirvan Barzani - Israel: - Presidente Reuven Rivlin - Primer ministro Benjamin Netanyahu - Vice primer ministro Benny Gantz | - Japón: Primer ministro Yoshihide Suga - Jordania: Rey Abdullah II - Kazajistán: Presidente Kassym-Jomart Tokayev - Kuwait: - Emir Nawaf Al-Ahmad Al-Jaber Al-Sabah - Príncipe Mishal Al-Ahmad Al-Jaber Al-Sabah - Primer ministro Sabah Al-Khalid Al-Sabah - Kirguistán: Presidente Sadyr Japarov - Líbano: Presidente Michel Aoun - Malasia: Primer ministro Muhyiddin Yassin - Maldivas: Presidente Ibrahim Mohamed Solih - Nepal: - Presidente Bidya Devi Bhandari - Primer ministro Khadga Prasad Sharma Oli - Omán: Sultán Haitham bin Tariq - Pakistán: - Presidente Arif Alvi - Primer ministro Imran Khan - Estado de Palestina: Presidente Mahmoud Abbas - Singapur: - Presidente Halimah Yacob - Primer ministro Lee Hsien Loong - Sri Lanka: - Presidente Gotabaya Rajapaksa - Primer ministro Mahinda Rajapaksa - Taiwán: - Presidente Tsai Ing-wen - Premier Su Tseng-chang - Tailandia: Primer ministro Prayut Chan-o-cha - Yemen: - Presidente Abdrabbuh Mansur Hadi - Vicepresidente Consejo de Transición del Sur Hani bin Breik |

##### Europa
| - Albania: - Presidente Ilir Meta - Primer ministro Edi Rama - Alemania: - Presidente Frank-Walter Steinmeier - Canciller Angela Merkel - Armenia: - Presidente Armen Sarkissian - Primer ministro Nikol Pashinyan - Andorra: - Copríncipe de Andorra Emmanuel Macron - Jefe de gobierno Xavier Espot Zamora - Austria: - Presidente Alexander Van der Bellen - Canciller Sebastian Kurz - Bélgica: Primer ministro Alexander De Croo - Bielorrusia: La disputada presidenta electa Sviatlana Tsikhanouskaya - Bosnia y Herzegovina : Presidente Šefik Džaferović - Bulgaria: - Presidente Rumen Radev - Primer ministro Boyko Borisov - Croacia: - Presidente Zoran Milanović - Primer ministro Andrej Plenković - Chipre: Presidente Nicos Anastasiades - Chipre del Norte: Presidente Ersin Tatar - Chequia: - Presidente Miloš Zeman - Primer ministro Andrej Babiš - Dinamarca: - Primer ministro Mette Frederiksen - Islas Feroe: Primer ministro Bárður á Steig Nielsen - Eslovaquia: - Presidente Zuzana Čaputová - Primer ministro Igor Matovič - Eslovenia: Presidente Borut Pahor - España: - Presidente Pedro Sánchez - Ministra de Defensa Margarita Robles - Estonia: - Presidente Kersti Kaljulaid - Primer ministro Jüri Ratas - Finlandia: - Presidente Sauli Niinistö - Primer ministro Sanna Marin - Francia: Presidente Emmanuel Macron - Georgia: - Presidente Salome Zourabichvili - Primer ministro Giorgi Gakharia - Grecia: - Presidente Katerina Sakellaropoulou - Primer ministro Kyriakos Mitsotakis - Hungría: - Presidente János Áder - Primer ministro Viktor Orbán | - Islandia: - Presidente Guðni Th. Jóhannesson - Primer ministro Katrín Jakobsdóttir - Irlanda - Presidente Michael D. Higgins - Taoiseach Micheál Martin - Italia: - Presidente Sergio Mattarella - Primer ministro Giuseppe Conte - Kosovo: - Presidente Vjosa Osmani - Primer ministro Avdullah Hoti - Letonia: - Presidente Egils Levits - Primer ministro Arturs Krišjānis Kariņš - Lituania: - Presidente Gitanas Nausėda - Primer ministro Saulius Skvernelis - Luxemburgo: Primer ministro Xavier Bettel - Macedonia del Norte: - Presidente Stevo Pendarovski - Primer ministro Zoran Zaev - Malta: - Presidente George Vella - Primer ministro Robert Abela - Montenegro: - Presidente Milo Đukanović - Prime Minister-designate Zdravko Krivokapić - Primer ministro Duško Marković - Noruega: Primer ministro Erna Solberg - Países Bajos: Primer ministro Mark Rutte - Polonia: - Presidente Andrzej Duda - Ministro de Exteriores Zbigniew Rau - Portugal: - Presidente Marcelo Rebelo de Sousa - Primer ministro Antonio Costa - Reino Unido: - Primer ministro Boris Johnson - Bermudas: Premier Edward David Burt - Islas Vírgenes Británicas: Premier Andrew Fahie - Gibraltar: Jefe ministro Fabián Picardo - Guernsey: Jefe ministro Peter Ferbrache - Jersey: Jefe ministro John Le Fondré Jr - Irlanda del Norte: Primera ministra Arlene Foster - Escocia Primera ministra Nicola Sturgeon - Gales: Primer ministro Mark Drakeford - Rumania: - Presidente Klaus Iohannis - Primer ministro Ludovic Orban - Serbia: Presidente Aleksandar Vučić - Suecia: Primer ministro Stefan Löfven - Suiza: Presidente Simonetta Sommaruga - Ucrania: Presidente Volodímir Zelenski - Ciudad del Vaticano: Papa Francisco |

##### Oceanía
| - Australia: - Primer ministro Scott Morrison . - Victoria: Premier de Victoria Daniel Andrews - Queensland: Premier de Queensland Annastacia Palaszczuk - Islas Cook: Primer ministro Mark Brown | - Fiyi: Primer ministro Frank Bainimarama - Micronesia: Presidente David W. Panuelo - Nueva Zelanda: Primer ministro Jacinda Ardern - Papúa Nueva Guinea: Primer ministro James Marape |

#### Partidos políticos
- Adam Bandt, líder de los Verdes Australianos felicitó a Biden y Harris por «derrotar el fascismo en las urnas»[215]
- Anthony Albanese, líder del Partido Laborista Australiano por «una victoria lograda con un apoyo récord con una agenda progresista basada en la decencia, un gobierno honesto, creando oportunidades y enfrentando la pandemia y el desafío del cambio climático» y describió los alegatos de fraude como teorías de conspiración.[216]
- Mirza Fakhrul Islam Alamgir, secretaria general del Partido Nacionalista de Bangladés[217]
- Presidente electo Luis Arce y líder del MAS-IPSP[218]
- Erin O'Toole, líder del Partido Conservador de Canadá «Felicitaciones a @JoeBiden y @KamalaHarris. Canadá y Estados Unidos tienen una alianza histórica. Los conservadores de Canadá siempre trabajarán con los EE. UU. Para promover nuestros valores comunes y estrechos vínculos económicos.»[219]
- Jagmeet Singh, líder del Nuevo Partido Democrático «Felicitaciones, presidente electo @JoeBiden. A medida que la presidencia de Trump llega a su fin, recuerdo las últimas palabras de Jack El amor es mejor que la ira. La esperanza es mejor que el temor. El optimismo es mejor que la desesperación. Así que seamos cariñosos, esperanzados y optimistas. Y cambiaremos el mundo»[220]
- Yves-François Blanchet, líder del Bloc québécois[221]
- La bancada del Partido Acción Ciudadana de Costa Rica.[222]
- La bancada del Partido Liberación Nacional de Costa Rica.[223]
- Inés Arrimadas, líder de Ciudadanos[224]
- Pablo Casado, líder del Partido Popular[225]
- Partido Socialista Obrero Español «Los resultados son definitivos para los demócratas. La democracia gana, la extrema derecha pierde. El diálogo gana, el discurso de odio pierde. La extrema derecha está derrotada en las urnas. Buenas noticias para Estados Unidos y el mundo.»[226]
- La República en Marcha «Joe Biden es elegido presidente número 46 de los Estados Unidos y Kamala Harris la primera mujer vicepresidenta. Este regreso de los progresistas al poder en Estados Unidos es una esperanza para todos.»[227]
- Partido Socialista Francés «El #PS saluda la victoria indiscutible del demócrata @JoeBiden y da la bienvenida a la adhesión a la vicepresidencia de @KamalaHarris, la primera mujer en ocupar este cargo.»[228][229]
- Sonia Gandhi, presidenta del Congreso Nacional Indio[230]
- Mary Lou McDonald, presidenta del Sinn Féin[231]
- Alan Kelly, líder del Partido Laborista Irlandés «Una elección histórica en muchos sentidos para Joe Biden y Kamala Harris. Es necesario hacer mucho para asegurarnos de que la política de división que hemos visto durante los últimos 4 años sea cosa del pasado.»[232]
- La Asociación Humanista de Irlanda[233][234]
- Amir Péretz, líder del Partido Laborista Israelí[235]
- Yair Lapid, líder del partido Yesh Atid[236]
- Natsuo Yamaguchi, líder del partido japonés Komeito[237]
- Judith Collins, líder del Partido Nacional de Nueva Zelanda[238]
- Nabil Shaath, dirigente de Fatah felicitó a Biden diciendo «Nada fue peor que la Era Trump»[239]
- Johnny Chang, líder del Kuomintang[240]
- Líder de la oposición en Sri Lanka Sajith Premadasa «Mientras apoyaba al pueblo estadounidense para defender los valores de la democracia y la justicia, su plataforma brindó al mundo un ejemplo de democracia progresista, patriotismo pluralista y equidad social, los mismos ideales y valores que nuestro partido el Samagi Jana Balawegaya comparte»[241]
- Anas al-Abdah, líder opositor sirio y presidente de la Coalición Nacional para las Fuerzas de la Oposición y la Revolución Siria[242]
- Zitto Kabwe, líder de la Alianza por el Cambio y la Transparencia de Tanzania[243]
- Líder de la oposición turca Kemal Kılıçdaroğlu[244]
- Keir Starmer, líder del Partido Laborista del Reino Unido[245]

#### Grupos europeos
- Grupo de Los Verdes/Alianza Libre Europea[246]
- Renovar Europa «[...] felicitamos sinceramente a Joe Biden, Kamala Harris y al Partido Demócrata por esta merecida victoria [...] y esperamos trabajar juntos por un nuevo amanecer en las relaciones transatlánticas.»[247]

### Posteriores a la designación del Colegio Electoral
- Afganistán: El Talibán, que previamente había respaldado a Donald Trump[248] no aceptó la victoria de Biden asegurando que «nuestra reacción vendrá cuando los resultados oficiales sean anunciados»[249] Luego del Colegio Electoral se refirieron a Biden como presidente electo y que esperaban que promoviera la paz en Afganistán.[250]
- Argelia: Presidente Abdelmadjid Tebboune[251]
- Bolivia: Presidenta interina Jeanine Áñez no felicitó a Biden[252]
- Brasil: Vicepresidente Hamilton Mourão se refirió a Biden como presidente electo el 9 de noviembre.[253] pero aseguró que el Presidente Jair Bolsonaro esperaría a finalizar el embrollo legal antes de hacer una felicitación.[254] Bolsonaro aseguró que la posición de Mourao fue su opinión.[255] Bolsonaro se mostró molesto por lo que describió como amenazas de Biden respecto a sancionar a Brasil por no cuidar el Amazonas.[256] El 29 de noviembre Bolsonaro dijo a reporteros que hubo fraude electoral en Estados Unidos y que debían esperar la respuesta de la Corte Suprema.[257] Bolsonaro felicitó oficialmente a Biden cuando el Colegio Electoral certificó su victoria.[258][70][71]
- República Popular de China: el vocero del Ministerio de Relaciones Exteriores Wang Wenbin aseguró que no felicitarían a Biden pues su gane requería refrendo legal.[259][260][261] China lo felicitó el 13 de noviembre, una semana después del reconocimiento internacional.[262][263][260][261][264] El 25 de noviembre el Presidente Xi Jinping felicitó a Biden.[265]
- México: el Presidente Andrés Manuel López Obrador aseguró que esperarían hasta que los asuntos legales se resolvieran y que Trump había sido «muy respetuoso con nosotros»[29] y que México tiene buenas relaciones con Biden y Trump.[266] López Obrador felicitó a Biden cuando el Colegio Electoral certificó su gane el 14 de noviembre.[267]
- Moldavia: Presidente Igor Dodon[268]
- Rusia: el gobierno ruso aseguró que los resultados debían ser aclarados. El secretario de prensa Dmitry Peskov declaró «Consideramos correcto esperar hasta que los resultados hayan finalizado. Deseo recordarles que el Presidente Putin ha repetidamente dicho que respetará la voluntad del pueblo estadounidense.»[260] Putin felicitó a Biden tras la sesión del Colegio Electoral.[269]
- Turquía: Presidente Recep Tayyip Erdoğan felicitó a Biden tras cierta reticencia.[270] Se especuló que la reticencia derivaba de un video donde Biden afirmaba que apoyaría a los líderes de la oposición turca.[271][272] El vicepresident Fuat Oktay aseguró que las relaciones con Turquía no cambiarían bajo la presidencia de Biden y que instaba a la extradición del opositor Fethullah Gülen y fin del apoyo estadounidense a los kurdos.[59]
- Vietnam: Presidente Nguyễn Phú Trọng[273] y Primer ministro Nguyễn Xuân Phúc[273]

### Posteriores a la ratificación del Congreso
- Marine Le Pen, líder de Agrupación Nacional originalmente expresó que «Soy de los que no felicitarán al futuro presidente de los Estados Unidos, porque no considero que el juego termine hasta que no hayamos entrado en tiempo extra [...] Estoy bastante asombrado de ver a los medios ... apresurarse para anunciar un resultado cuando sepamos que existen recursos de apelación actualmente en estudio por parte de la justicia.»[274] Tras la ratificación del Congreso de los Estados Unidos reconoció la victoria de Biden y criticó a Trump asegurando que «no ha medido el alcance de sus palabras para una parte de esas personas a las que la derrota ha exacerbado».[275]
- Presidente Donald Trump propiamente reconoció la derrota tras la ratificación de resultados por el Congreso y prometió una transición pacífica del poder.[276]

## A ninguno

### Internacionales políticas
- Global Verde: No felicitó a Trump ni a Biden pero mostró solidaridad con el Partido Verde de los Estados Unidos «Ahora, más que nunca, es fundamental contar con voces de terceros como los Verdes en Estados Unidos.»

### Gobiernos
- Bielorrusia: El gobierno bielorruso describió la elección como una burla y se preguntó si la OCDE solicitará otra elección como hizo con las cuestionadas Elecciones presidenciales de Bielorrusia de 2020.[277] El Presidente Alexander Lukashenko declaró que no creía que las relaciones con Estados Unidos cambien.[278]
- Estonia: El Ministro del Interior Mart Helme declaró que los resultados de la elección fueron fraudulentos y que el gane fue falsificado, y aseguró que Estados Unidos se acercaba a una segunda guerra civil.[8] Lo que provocó su salida del gobierno.[279] El presidente y el primer ministro estonios habían felicitado a Biden previamente.[280][167]
- Irán:
  - Líder supremo Ali Khamenei «¡La situación en los Estados Unidos y lo que ellos mismos dicen sobre sus elecciones es un espectáculo! Este es un ejemplo de la fea cara de la democracia liberal en Estados Unidos. Independientemente del resultado, una cosa está absolutamente clara, el declive político, civil y moral definitivo del régimen de los Estados Unidos.»[281]
  - Presidente Hassan Rouhani[282]
  - Ministro de Relaciones Exteriores Mohammad Javad Zarif reconoció los resultados y aseguró que esperaba que la nueva administración  acepte el multilateralismo, la cooperación y el respeto a la ley.[282]

### Partidos políticos
- El Concejo de Solidaridad con Yemen declaró: «Hasta que veamos una acción clara por parte del presidente electo @JoeBiden y su administración, y hasta que decida poner fin a la participación de Estados Unidos en #Yemen ... mantenemos la opinión de que Estados Unidos constituye la mayor amenaza para la autodeterminación, la autosuficiencia y la independencia de Yemen.»
- Los Luchadores por la Libertad Económica de Sudáfrica «El Sr. Biden se ganará su raya para merecer las felicitaciones como presidente de los EE.UU. el día que deje el cargo sin actos atroces contra el pueblo y su gobierno.»[283]

## Felicitaciones a Donald Trump y/o Mike Pence
- Eslovenia: Primer ministro Janez Janša felicitó a Donald Trump y a Mike Pence asegurando «está bastante claro que los estadounidenses han elegido a Donald Trump y Mike Pence por cuatro años más»[284][29] Luego condenó las elecciones y acusó a los demócratas de fraude electoral.[285]

## Celebración de la derrota de Trump

### Gobiernos
- España: Pablo Iglesias Turrión, Vicepresidente de España y líder de Podemos, tuiteó «Se confirma que Trump ha perdido las elecciones. Es una buena noticia para el planeta, en la medida en que la ultraderecha global pierde su activo político más poderoso. Pero la ultraderecha que solo acepta la democracia si gana, sigue siendo un enorme peligro en América y Europa.»[286]

### Partidos políticos
- Fuerza Alternativa Revolucionaria del Común celebró la derrota de Trump sin felicitar a Biden anunciando que esperaba que Biden «respetara la soberanía de los pueblos latinoamericanos».[287][288]
- Ismail Haniyeh, presidente de Hamás, no felicitó a Biden pero declaró «El presidente de Estados Unidos, Donald Trump, que trató de borrar la causa de Palestina, se ha ido y Jerusalén no se irá [de Palestina].»[239]
- Partido Comunista Británico no felicitó a Biden pero tuiteó: «LOS COMUNISTAS DAN LA BIENVENIDA A LA DERROTA DE LA 'EXTREMA DERECHA' Y 'PROTOFASCISTA': el Partido Comunista de Gran Bretaña ha acogido con satisfacción la derrota de Donald Trump en las elecciones presidenciales de EE.UU.»[289] aunque también añadió: «en lo que respecta a la política exterior y militar, el presidente electo Biden está tan comprometido con la agenda pro-OTAN, anti-China y anti-liberación en América Latina y Medio Oriente como Trump.»[290]
- Partido Comunista de Chile.[291]
- Partido Comunista de España alabó la derrota de Trump pero condenó el historial de Biden.[292]
- Partido Comunista de Filipinas «El pueblo estadounidense merece elogios por votar en contra del presidente de los Estados Unidos, Donald Trump, en las elecciones presidenciales recientemente concluidas y por evitar otros cuatro años de fascismo, militarismo, racismo, misoginia e intolerancia trumpianos.»[293]
- El Partido Comunista Francés no felicitó a Biden pero tuiteó #ByeByeTrump.[294]
- Podemos tuiteó «La ultraderecha de las fake news, del odio, de las mentiras y las difamaciones, ha sido derrotada en EE.UU. Sus aliados en el resto del mundo y en España pueden ir tomando nota: la democracia se acaba imponiendo a los proyectos del odio.»[295]

## Lamentación de la derrota de Trump

### Gobiernos
- Reino Unido: Secretario de Defensa de Reino Unido Ben Wallace alabó el período de Trump y aseguró que extrañaría al «buen amigo del Reino Unido.»[296]

### Partidos políticos
- Nigel Farage, líder del Partido del Brexit «Biden odia el Reino Unido. Los conservadores tenían 4 años para hacer un trato comercial con los Estados Unidos y el presidente pro-Reino Unido, y fracasaron. No hay posibilidad ahora»[297]
- Iván Espinosa de los Monteros, portavoz de Vox en el Congreso de los Diputados declaró: «Mantuvo a raya a China, promovió acuerdos de paz entre Israel y Emiratos o Bahrein, neutralizó al ISIS y a Al-Baghdadi, anuló los perniciosos acuerdos con Irán y Cuba, y *no metió a los EEUU en un solo conflicto armado*. Pero para los progres “hoy el mundo duerme más seguro”»[298] También acusó los peligros del socialismo, la falta de carisma de Biden y atribuyó la derrota de Trump a la pandemia de covid 19 en un artículo.[299]